# Leichtathletik-Afrikameisterschaften 2022
Die 22. Leichtathletik-Afrikameisterschaften (französisch 22èmes Championnats d’Afrique d’Athlétisme Seniors) fanden vom 8. bis zum 12. Juni 2022 in der mauritischen Stadt Saint-Pierre im Côte d’Or statt und damit fünf Wochen vor den Weltmeisterschaften in Eugene. Damit finden die Afrikameisterschaften zum dritten Mal nach 1992 und 2006 auf dem Inselstaat im Indischen Ozean statt.
| Medaillenspiegel (Endstand nach 45 Entscheidungen) | Medaillenspiegel (Endstand nach 45 Entscheidungen) | Medaillenspiegel (Endstand nach 45 Entscheidungen) | Medaillenspiegel (Endstand nach 45 Entscheidungen) | Medaillenspiegel (Endstand nach 45 Entscheidungen) | Medaillenspiegel (Endstand nach 45 Entscheidungen) |
| Platz                                              | Land                                               | G                                                  | S                                                  | B                                                  | Ges.                                               |
| -------------------------------------------------- | -------------------------------------------------- | -------------------------------------------------- | -------------------------------------------------- | -------------------------------------------------- | -------------------------------------------------- |
| 1.                                                 | Kenia                                              | 10                                                 | 5                                                  | 8                                                  | 23                                                 |
| 2.                                                 | Südafrika                                          | 9                                                  | 13                                                 | 14                                                 | 36                                                 |
| 3.                                                 | Nigeria                                            | 5                                                  | 3                                                  | 3                                                  | 11                                                 |
| 4.                                                 | Algerien                                           | 5                                                  | 3                                                  | 1                                                  | 9                                                  |
| 5.                                                 | Äthiopien                                          | 4                                                  | 6                                                  | 4                                                  | 14                                                 |
| 6.                                                 | Botswana                                           | 4                                                  | 2                                                  | 1                                                  | 7                                                  |
| 7.                                                 | Burkina Faso                                       | 2                                                  |                                                    |                                                    | 2                                                  |
| 8.                                                 | Sambia                                             | 1                                                  | 2                                                  | 1                                                  | 4                                                  |
| 9.                                                 | Senegal                                            | 1                                                  | 1                                                  | 1                                                  | 3                                                  |
| 10.                                                | Burkina Faso                                       | 1                                                  | 1                                                  |                                                    | 2                                                  |
| 11.                                                | Gambia                                             | 1                                                  |                                                    | 1                                                  | 2                                                  |
| 12.                                                | Benin                                              | 1                                                  |                                                    |                                                    | 1                                                  |
| 12.                                                | Ghana                                              | 1                                                  |                                                    |                                                    | 1                                                  |
| 14.                                                | Kamerun                                            |                                                    | 2                                                  | 1                                                  | 3                                                  |
| 15.                                                | Ägypten                                            |                                                    | 1                                                  | 4                                                  | 5                                                  |
| 16.                                                | Marokko                                            |                                                    | 1                                                  | 2                                                  | 3                                                  |
| 16.                                                | Tunesien                                           |                                                    | 1                                                  | 2                                                  | 3                                                  |
| 18.                                                | Gabun                                              |                                                    | 1                                                  |                                                    | 1                                                  |
| 18.                                                | Liberia                                            |                                                    | 1                                                  |                                                    | 1                                                  |
| 18.                                                | Mauritius                                          |                                                    | 1                                                  |                                                    | 1                                                  |
| 18.                                                | Uganda                                             |                                                    | 1                                                  |                                                    | 1                                                  |
| 22.                                                | Namibia                                            |                                                    |                                                    | 1                                                  | 1                                                  |
| 22.                                                | Simbabwe                                           |                                                    |                                                    | 1                                                  | 1                                                  |

## Bewerberländer
Zunächst war nur die kamerunische Hauptstadt Yaoundé, wo bereits die Afrikameisterschaften 1996 im Ahmadou-Ahidjo-Stadion durchgeführt worden waren im Gespräch die Meisterschaften 2022 auszurichten.
Anfang Juni 2021 beschloss der Leichtathletikverband von Mauritius sich ebenfalls um die Ausrichtung der Meisterschaften zu bemühen und bekam dafür die Unterstützung seiner Regierung. Mauritius war bereits zweimal Gastgeber der Kontinentalmeisterschaften: 1992 in Belle Vue Maurel im Stade Anjalay und 2006 in Bambous im Stade Germain Comarmond. 

## Ergebnisse

### Männer

#### 100 m
| Platz | Athlet              | Land | Zeit (s) |
| ----- | ------------------- | ---- | -------- |
| 1     | Ferdinand Omanyala  | KEN  | 09,93    |
| 2     | Akani Simbine       | RSA  | 09,93    |
| 3     | Henricho Bruintjies | RSA  | 10,01    |
| 4     | Raymond Ekevwo      | NGR  | 10,03    |
| 5     | Emmanuel Eseme      | CMR  | 10,06    |
| 6     | Emmanuel Matadi     | LBR  | 10,08    |
| 7     | Noa Bibi            | MRI  | 10,14    |
|       | Gilbert Hainuca     | NAM  | DSQ      |

Wind: +4,5 m/s
Finale: 9. Juni

#### 200 m
| Platz | Athlet            | Land | Zeit (s) |
| ----- | ----------------- | ---- | -------- |
| 1     | Letsile Tebogo    | BOT  | 20,26    |
| 2     | Emmanuel Eseme    | CMR  | 20,61    |
| 3     | Clarence Munyai   | RSA  | 20,69    |
| 4     | Chidi Okezie      | NGR  | 21,02    |
| 5     | Sinesipho Dambile | RSA  | 21,18    |
| 6     | Akeem Sirleaf     | LBR  | 21,21    |
| 7     | Noa Bibi          | MRI  | 21,25    |
|       | Arthur Cissé      | CIV  | DNS      |

Wind: +3,0 m/s
Finale: 12. Juni

#### 400 m
| Platz | Athlet                | Land | Zeit (s) |
| ----- | --------------------- | ---- | -------- |
| 1     | Muzala Samukonga      | ZAM  | 45,31 PB |
| 2     | Bayapo Ndori          | BOT  | 45,35    |
| 3     | Mohamed Farès Jelassi | TUN  | 45,54 PB |
| 4     | Zakithi Nene          | RSA  | 45,54    |
| 5     | Leungo Scotch         | BOT  | 46,14    |
| 6     | Kennedy Luchembe      | ZAM  | 46,16    |
| 7     | Zibane Ngozi          | BOT  | 46,57    |
| 8     | Alexander Bock        | NAM  | 46,75    |

Finale: 10. Juni

#### 800 m
| Platz | Athlet                     | Land | Zeit (min) |
| ----- | -------------------------- | ---- | ---------- |
| 1     | Slimane Moula              | ALG  | 1:45,59    |
| 2     | Nicholas Kiplangat Kebenei | KEN  | 1:46,43    |
| 3     | Tshepiso Masalela          | BOT  | 1:46,65    |
| 4     | Abdessalem Ayouni          | TUN  | 1:46,68    |
| 5     | Elias Ngeny                | KEN  | 1:46,81    |
| 6     | Riadh Chninni              | TUN  | 1:46,91    |
| 7     | Oussama Nabil              | MAR  | 1:47,01    |
| 8     | Ramzi Abdenouz             | ALG  | 1:47,33    |

Finale: 10. Juni

#### 1500 m
| Platz | Athlet              | Land | Zeit (min) |
| ----- | ------------------- | ---- | ---------- |
| 1     | Abel Kipsang        | KEN  | 3:36,57    |
| 2     | Ryan Mphahlele      | RSA  | 3:36,74    |
| 3     | Adehana Kasaye      | ETH  | 3:38,27    |
| 4     | Kumari Taki         | KEN  | 3:38,31    |
| 5     | Teddese Lemi        | ETH  | 3:39,54    |
| 6     | el-Hassane Moujahid | MAR  | 3:39,91    |
| 7     | Hicham Ouladha      | MAR  | 3:40,95    |
| 8     | Abdelatif Sadiki    | MAR  | 3:44,92    |

Finale: 12. Juni

#### 5000 m
| Platz | Athlet                 | Land | Zeit (min)  |
| ----- | ---------------------- | ---- | ----------- |
| 1     | Hailemariyam Amare     | ETH  | 13:36,79    |
| 2     | Daniel Ebenyo          | KEN  | 13:38,79    |
| 3     | Hicham Akankam         | MAR  | 13:40,39    |
| 4     | Dinkalem Ayele         | ETH  | 13:42,57    |
| 5     | Ali Abdilmana          | ETH  | 13:45,29    |
| 6     | Ishmael Kipkurui       | KEN  | 13:49,13    |
| 7     | Abdullahi Jama Mohamed | SOM  | 13:56,54 PB |
| 8     | Ali Chebures           | UGA  | 13:58,89    |

12. Juni

#### 10.000 m
| Platz | Athlet            | Land | Zeit (min)  |
| ----- | ----------------- | ---- | ----------- |
| 1     | Mogos Tuemay      | ETH  | 29:19,01    |
| 2     | Chimdessa Debele  | ETH  | 29:22,47    |
| 3     | Abraham Longosiwa | KEN  | 29:23,02    |
| 4     | Julius Kipwony    | KEN  | 29:24,41    |
| 5     | Mulat Bazezew     | ETH  | 29:34,51    |
| 6     | Yves Nimubona     | RWA  | 29:39,44 PB |
| 7     | Mathanga Mbuleli  | RSA  | 29:40,86    |
| 8     | Elroy Gelant      | RSA  | 29:41,40    |

8. Juni

#### 110 m Hürden
| Platz | Athlet               | Land | Zeit (s) |
| ----- | -------------------- | ---- | -------- |
| 1     | Amine Bouanani       | ALG  | 13,26    |
| 2     | Jérémie Lararaudeuse | MRI  | 13,55    |
| 3     | Antonio Alkana       | RSA  | 13,59    |
| 4     | Wellington Zaza      | LBR  | 13,69    |
| 5     | Oyeniyi Abejoye      | NGR  | 13,82    |
| 6     | Wiseman Mukhobe      | KEN  | 13,85    |
| 7     | Badamassi Saguirou   | NIG  | 13,93    |
| 8     | Yousuf Badawy Sayed  | EGY  | 14,15    |

Wind: +4,8 m/s
Finale: 9. Juni

#### 400 m Hürden
| Platz | Athlet              | Land | Zeit (s) |
| ----- | ------------------- | ---- | -------- |
| 1     | Sokwakhana Zazini   | RSA  | 49,42    |
| 2     | Abdelmalik Lahoulou | ALG  | 50,10    |
| 3     | Wiseman Mukhobe     | KEN  | 50,48    |
| 4     | William Mutunga     | KEN  | 51,13    |
| 5     | Le Roux Hamman      | RSA  | 51,68    |
| 6     | Bienvenu Sawadogo   | BFA  | 51,71    |
| 7     | Victor Ntweng       | BOT  | 51,77    |
| 8     | Ismail Manyani      | MAR  | 52,71    |

Finale: 12. Juni

#### 3000 m Hindernis
| Platz | Athlet                   | Land | Zeit (min) |
| ----- | ------------------------ | ---- | ---------- |
| 1     | Hailemariyam Amare       | ETH  | 8:27,38    |
| 2     | Tadese Takele            | ETH  | 8:28,31    |
| 3     | Geoffrey Kirwa           | KEN  | 8:29,74    |
| 4     | Mohamed Tindouft         | MAR  | 8:29,91    |
| 5     | Samuel Firewu            | ETH  | 8:32,11    |
| 6     | Benjamin Kigen           | KEN  | 8:38,83    |
| 7     | Salem Mohamed Attiaallah | EGY  | 8:42,21 SB |
| 8     | Ashley Smith             | RSA  | 8:46,59    |

10. Juni

#### 4 × 100 m Staffel
| Platz | Land                         | Athleten | Zeit (s) |
| ----- | ---------------------------- | --- | -------- |
| 1     | Kenia                        | Dan Kiviasi Mike Mokamba Samwel Imeta Ferdinand Omanyala                                                                     | 39,28 NR |
| 2     | Südafrika                    | Henricho Bruintjies Antonio Alkana Cheswill Johnson Benjamin Richardson Im Vorlauf eingesetzt: Rivaldo Roberts Akani Simbine | 39,79    |
| 3     | Simbabwe                     | Ngoni Makusha Dickson Kamungeremu Tapiwa Makarawu Denzel Simusialela                                                         | 39,81    |
| 4     | Nigeria                      | Raymond Ekevwo Nicholas Mabilo Ogho-Oghene Egwero Seye Ogunlewe Im Vorlauf eingesetzt: Nicholas Fakorede                     | 39,98    |
| 5     | Mauritius                    | Noa Bibi Yash Aubeeluck Baptiste Nazira Jérémie Lararaudeuse Im Vorlauf eingesetzt: Jonathan Bardottier Vince Rughoodass     | 40,14    |
| 6     | Demokratische Republik Kongo | Dominique Mulamba Joel Tshikamba Oliver Mwimba Lionel Tshimanga Muteba                                                       | 41,24    |
| 7     | Eswatini                     | Benele Dlamini Lwazi Msibi Mcebo Mkhaliphi Ayanda Malaza Im Vorlauf eingesetzt: Sibusiso Matsenjwa                           | 41,48    |
|       | Botswana                     | Letsile Tebogo Jayson Mandoze Tumo Lesesere Stephen Abosi                                                                    | DSQ      |

Finale: 10. Juni

#### 4 × 400 m Staffel
| Platz | Land      | Athleten | Zeit (min) |
| ----- | --------- | --- | ---------- |
| 1     | Botswana  | Collen Kebinatshipi Leungo Scotch Anthony Pesela Bayapo Ndori Im Vorlauf eingesetzt: Zibane Ngozi Keitumetse Maitseo | 3:04,27    |
| 2     | Sambia    | Muzala Samukonga Kennedy Luchembe Patrick Kakozi Nyambe David Mulenga                                                | 3:05,53    |
| 3     | Nigeria   | Johnson Nnamani Chidi Okezie Sikiru Adeyemi Ifeanyi Emmanuel Ojeli Im Vorlauf eingesetzt: Ayo Adeola                 | 3:07,05    |
| 4     | Kenia     | Mike Mokamba Wiseman Mukhobe William Mutunga William Rayian Im Vorlauf eingesetzt: Abel Kipsang Isaac Kirwa          | 3:09,49    |
| 5     | Tunesien  | Rami Balti Abdessalem Ayouni Mohamed Amine Touati Mohamed Farès Jelassi                                              | 3:11,31    |
| 6     | Senegal   | El Hadji Malick Soumaré Joseph Amicha Coulibaly Frédéric Mendy Fallou Gaye                                           | 3:13,57    |
| 7     | Südafrika | Sabelo Dhlamini Gardeo Isaacs Kabelo Mohlosi Le Roux Hamman Im Vorlauf eingesetzt: Zakithi Nene Johannes Pretorius   | 3:14,69    |
| 8     | Gambia    | Tony Sylva Edrissa Marong Momodou Lamine Bah Modou Sanneh                                                            | 3:16,96    |

Finale: 12. Juni

#### 20 km Gehen
| Platz | Athlet                 | Land | Zeit (h) |
| ----- | ---------------------- | ---- | -------- |
| 1     | Samuel Gathimba        | KEN  | 1:22:01  |
| 2     | Wayne Snyman           | RSA  | 1:22:05  |
| 3     | Yohanis Algaw Wale     | ETH  | 1:22:21  |
| 4     | Misgana Wakuma Fekansa | ETH  | 1:22:48  |
| 5     | Mohamed Ragab          | EGY  | 1:26:07  |
| 6     | Islam Abdelkhalek      | EGY  | 1:29:02  |
| 7     | Birara Alem Chekol     | ETH  | 1:33:16  |
| 8     | Jérôme Caprise         | MRI  | 1:36:39  |

12. Juni

#### Hochsprung
| Platz | Athlet              | Land | Höhe (m) |
| ----- | ------------------- | ---- | -------- |
| 1     | Hichem Bouhanoun    | ALG  | 2,15     |
| 2     | Mike Edwards        | NGR  | 2,15     |
| 3     | Mpho Links          | RSA  | 2,15     |
| 4     | Tshwanelo Aabobe    | BOT  | 2,10     |
| 5     | Brian Raats         | RSA  | 2,10     |
| 6     | Kudakwashe Chadenga | ZIM  | 2,06     |
| 6     | Mathew Sawe         | KEN  | 2,05     |
| 8     | Dezardin Prosper    | MRI  | 2,00     |

12. Juni

#### Stabhochsprung
| Platz | Athlet                         | Land | Höhe (m) |
| ----- | ------------------------------ | ---- | -------- |
| 1     | Hichem Khalil Cherabi          | ALG  | 5,20     |
| 2     | Valco van Wyk                  | RSA  | 4,90     |
| 3     | Elmar Schutte                  | RSA  | 4,80     |
| 4     | Alexis Quest                   | REU  | 4,80     |
| 5     | Yannick Clam                   | MRI  | 3,50     |
|       | Kareem Mohamed Mahmoud Hussein | EGY  | NMH      |

11. Juni

#### Weitsprung
| Platz | Athlet                | Land | Weite (m) |
| ----- | --------------------- | ---- | --------- |
| 1     | Thalosang Tshireletso | BOT  | 7,82      |
| 2     | Cheswill Johnson      | RSA  | 7,78      |
| 3     | Amath Faye            | SEN  | 7,70      |
| 4     | Adel Cupidon          | MRI  | 7,60      |
| 5     | Thapelo Monaiwa       | BOT  | 7,55      |
| 6     | Romeo N’tia           | BEN  | 7,44      |
| 7     | Isaac Kirwa           | KEN  | 7,37      |
| 8     | Norman Chibane        | BOT  | 7,29      |

9. Juni

#### Dreisprung
| Platz | Athlet                | Land | Weite (m) |
| ----- | --------------------- | ---- | --------- |
| 1     | Hugues Fabrice Zango  | BFA  | 17,34 w   |
| 2     | Thalosang Tshireletso | BOT  | 16,77 w   |
| 3     | Yasser Triki          | ALG  | 16,58 w   |
| 4     | Alexandre Gentil      | MRI  | 16,25 w   |
| 5     | Lleyton Davids        | RSA  | 16,20 w   |
| 6     | Isaac Kirwa           | KEN  | 16,11 w   |
| 7     | Gilbert Pkemoi        | KEN  | 15,97 w   |
| 8     | Hossam Salamah Shoman | EGY  | 15,93 w   |

11. Juni

#### Kugelstoßen
| Platz | Athlet                 | Land | Weite (m) |
| ----- | ---------------------- | ---- | --------- |
| 1     | Chukwuebuka Enekwechi  | NGR  | 21,20 CR  |
| 2     | Kyle Blignaut          | RSA  | 20,60     |
| 3     | Mohamed Magdi Hamza    | EGY  | 20,33     |
| 4     | Dotun Ogundeji         | NGR  | 19,11     |
| 5     | Henry-Bernard Baptiste | MRI  | 17,66     |
| 6     | Cian de Villiers       | RSA  | 17,20     |
| 7     | Sié Fahige Kambou      | BFA  | 14,41     |

12. Juni

#### Diskuswurf
| Platz | Athlet                      | Land | Weite (m) |
| ----- | --------------------------- | ---- | --------- |
| 1     | Werner Visser               | RSA  | 61,80     |
| 2     | Victor Hogan                | RSA  | 58,95     |
| 3     | Ryan Williams               | NAM  | 56,70 =NR |
| 4     | Shehab Mohamed Abdalaziz    | EGY  | 52,05     |
| 5     | Christopher Jonathan Sophie | MRI  | 50,93     |
| 6     | Moumen Bourekba             | ALG  | 50,48     |
| 7     | Oussama Khennoussi          | ALG  | 47,58     |
| 8     | Sié Fahige Kambou           | BUR  | 46,79     |

9. Juni 2022

#### Hammerwurf
| Platz | Athlet                | Land | Weite (m) |
| ----- | --------------------- | ---- | --------- |
| 1     | Allan Cumming         | RSA  | 69,13     |
| 2     | Tshepang Makhethe     | RSA  | 68,75     |
| 3     | Alaa el-Ashry         | EGY  | 68,24     |
| 4     | Mostafa el-Gamel      | EGY  | 67,80     |
| 5     | Ahmed Tarek Ismail    | EGY  | 65,73     |
| 6     | Renaldo Frechou       | RSA  | 64,24     |
| 7     | Jean Ian Carré        | MRI  | 51,75     |
| 8     | Dominic Ondigi Abunda | KEN  | 51,65     |

8. Juni

#### Speerwurf
| Platz | Athlet                | Land | Weite (m) |
| ----- | --------------------- | ---- | --------- |
| 1     | Julius Yego           | KEN  | 79,62     |
| 2     | Ihab Abdelrahman      | EGY  | 77,12     |
| 3     | Phil-Mar van Rensburg | RSA  | 74,10     |
| 4     | Johan Grobler         | RSA  | 73,82     |
| 5     | Alexander Kiprotich   | KEN  | 70,36     |
| 6     | Maged Mohser el-Badry | EGY  | 70,19     |
| 7     | Otag Ubang            | ETH  | 68,97     |
| 8     | Samuel Kure           | NGR  | 67,04     |

12. Juni

#### Zehnkampf
| Platz           | Athlet              | Land | Punkte  |
| --------------- | ------------------- | ---- | ------- |
| 1               | Larbi Bourrada      | ALG  | 8101    |
| 2               | Fredriech Pretorius | RSA  | 7504 SB |
| 3               | Jesse Perez         | RSA  | 7396 PB |
| 4               | Edwin Kipmutai Too  | KEN  | 7011 PB |
| 5               | Gilbert Koech       | KEN  | 6822    |
|                 | Marcelle de Jager   | RSA  | DNF     |
| Samuel Osadolor | NGR                 | DNF  |         |

10./11. Juni

### Frauen

#### 100 m
| Platz | Athletin        | Land | Zeit (s) |
| ----- | --------------- | ---- | -------- |
| 1     | Gina Bass       | GMB  | 11,06    |
| 2     | Aminatou Seyni  | NIG  | 11,09    |
| 3     | Carina Horn     | RSA  | 11,14    |
| 4     | Tima Godbless   | NGR  | 11,27    |
| 5     | Maximila Imali  | KEN  | 11,29    |
| 6     | Quincy Malekani | ZAM  | 11,14    |
| 7     | Hellen Makumba  | ZAM  | 11,50    |
|       | Oarabile Tshosa | BOT  | DNF      |

Wind: +4,8 m/s
Finale: 9. Juni

#### 200 m
| Platz | Athletin              | Land | Zeit (s) |
| ----- | --------------------- | ---- | -------- |
| 1     | Aminatou Seyni        | NIG  | 23,04    |
| 2     | Maximila Imali        | KEN  | 23,43    |
| 3     | Rhoda Njobvu          | ZAM  | 23,51    |
| 4     | Maboundou Koné        | CIV  | 23,62    |
| 5     | Quincy Malekani       | ZAM  | 23,63    |
| 6     | Lumeka Katundu        | ZAM  | 23,64    |
| 7     | Shirley Nekhubui      | RSA  | 23,72    |
| 8     | Natacha Ngoye Akamabi | CGO  | 24,45    |

Wind: +0,4 m/s
Finale: 12. Juni

#### 400 m
| Platz | Athletin             | Land | Zeit (s) |
| ----- | -------------------- | ---- | -------- |
| 1     | Miranda Coetzee      | RSA  | 51,82    |
| 2     | Niddy Mingilishi     | ZAM  | 52,36 PB |
| 3     | Veronica Mutua       | KEN  | 52,76 SB |
| 4     | Leni Shida           | UGA  | 52,91    |
| 5     | Patience Okon George | NRG  | 52,98    |
| 6     | Lydia Jele           | BOT  | 53,58    |
| 7     | Precious Molepo      | RSA  | 53,78    |
| 8     | Asimenye Simwaka     | MAW  | 53,86    |

Finale: 10. Juni

#### 800 m
| Platz | Athletin           | Land | Zeit (min) |
| ----- | ------------------ | ---- | ---------- |
| 1     | Jarinter Mwasya    | KEN  | 2:02,80    |
| 2     | Netsanet Desta     | ETH  | 2:02,99    |
| 3     | Prudence Sekgodiso | RSA  | 2:03,46    |
| 4     | Worknesh Mesele    | ETH  | 2:03,67    |
| 5     | Assia Raziki       | MAR  | 2:04,75    |
| 6     | Brenda Chebet      | KEN  | 2:06,17    |
| 7     | Gena Löfstrand     | RSA  | 2:06,21    |
| 8     | Naomi Korir        | KEN  | 2:06,39    |

Finale: 12. Juni

#### 1500 m
| Platz | Athletin           | Land | Zeit (min) |
| ----- | ------------------ | ---- | ---------- |
| 1     | Winny Chebet       | KEN  | 4:16,10    |
| 2     | Purity Chepkirui   | KEN  | 4:16,28    |
| 3     | Ayal Dagnachew     | ETH  | 4:16,45    |
| 4     | Brenda Chebet      | KEN  | 4:17,25    |
| 5     | Janat Chemusto     | UGA  | 4:21,36    |
| 6     | Carina Viljoen     | RSA  | 4:21,65    |
| 7     | Souhra Ali Mohamed | DJI  | 4:21,65    |
| 8     | Knight Aciru       | UGA  | 4:22,75    |

9. Juni

#### 5000 m
| Platz | Athletin         | Land | Zeit (min)  |
| ----- | ---------------- | ---- | ----------- |
| 1     | Beatrice Chebet  | KEN  | 15:00,82    |
| 2     | Fantaye Belayneh | ETH  | 15:01,89    |
| 3     | Caroline Nyaga   | KEN  | 15:05,34    |
| 4     | Melknat Wudu     | ETH  | 15:08,65 PB |
| 5     | Sarah Chelangat  | UGA  | 15:37,68    |
| 6     | Caster Semenya   | RSA  | 16:03,24    |
| 7     | Kyla Jacobs      | RSA  | 16:16,06    |
| 8     | Janat Chemusto   | UGA  | 16:38,76    |

9. Juni

#### 10.000 m
| Platz | Athletin            | Land | Zeit (min)  |
| ----- | ------------------- | ---- | ----------- |
| 1     | Caroline Nyaga      | KEN  | 32:12,61    |
| 2     | Rachael Zena Chebet | UGA  | 32:17,66 PB |
| 3     | Meseret Gebre       | ETH  | 32:25,97    |
| 4     | Meseret Abebayahau  | ETH  | 32:30,75    |
| 5     | Sarah Chelangat     | UGA  | 32:35,16    |
| 6     | Glenrose Xaba       | RSA  | 32:45,05    |
| 7     | Brilliant Chepkorir | KEN  | 32:51,08    |
| 8     | Elvanie Nimbona     | BDI  | 32:55,35 PB |

11. Juni

#### 100 m Hürden
| Platz | Athletin             | Land | Zeit (s) |
| ----- | -------------------- | ---- | -------- |
| 1     | Tobi Amusan          | NGR  | 12,57    |
| 2     | Ebony Morrison       | LBR  | 12,77    |
| 3     | Marione Fourie       | RSA  | 12,93    |
| 4     | Marthe Koala         | BFA  | 12,99    |
| 5     | Ashley Miller        | ZIM  | 13,30    |
| 6     | Sidonie Fiadanantsoa | MAD  | 13,49    |
| 7     | Charlize Eilerd      | RSA  | 13,99    |
|       | Lina Ahmed           | EGY  | DNF      |

Wind: +4,0 m/s
Finale: 9. Juni

#### 400 m Hürden
| Platz | Athletin           | Land | Zeit (s) |
| ----- | ------------------ | ---- | -------- |
| 1     | Zenéy van der Walt | RSA  | 56,00    |
| 2     | Taylon Bieldt      | RSA  | 56,67    |
| 3     | Noura Ennadi       | MAR  | 58,06    |
| 4     | Linda Angounou     | CMR  | 58,97    |
| 5     | Mariam Bance       | BFA  | 59,42    |
| 6     | Jane Chege         | KEN  | 59,71    |
| 7     | Wenda Nel          | RSA  | 60,43    |
| 8     | Joy Abu            | NGR  | 60,84    |

Finale: 12. Juni

#### 3000 m Hindernis
| Platz | Athletin          | Land | Zeit (min) |
| ----- | ----------------- | ---- | ---------- |
| 1     | Werkuha Getachew  | ETH  | 9:36,81    |
| 2     | Zerfe Wondemagegn | ETH  | 9:41,37    |
| 3     | Caren Chebet      | KEN  | 9:43,64    |
| 4     | Edna Chepkemoi    | KEN  | 9:44,21    |
| 5     | Ikram Ouaaziz     | MAR  | 9:53,06    |
| 6     | Fancy Cherono     | KEN  | 10:06,62   |

12. Juni

#### 4 × 100 m Staffel
| Platz | Land         | Athletinnen                                                                                                | Zeit (s) |
| ----- | ------------ | --- | -------- |
| 1     | Nigeria      | Tima Godbless Praise Ofoku Tobi Amusan Praise Idamadudu Im Vorlauf eingesetzt: Balikis Yakubu Joy Abu      | 44,45    |
| 2     | Südafrika    | Banele Shabangu Charlize Eilerd Phindile Kubheka Marzaan Loots Im Vorlauf eingesetzt: Tamzin Thomas        | 44,87    |
| 3     | Gambia       | Maimouna Jallow Nyimasata Jawneh Gina Bass Fatou Sowe                                                      | 44,97    |
| 4     | Kenia        | Millicent Ndoro Monica Safania Maximila Imali Eunice Kadogo                                                | 45,17    |
| 5     | Botswana     | Loungo Matlhaku Tshepang Manyika Boitshepiso Kelapile Winnie Sarefo Im Vorlauf eingesetzt: Oarabile Tshosa | 45,93    |
| 6     | Madagaskar   | Sidonie Fiadanantsoa Zo Henintsoa Rakotonary Claudine Nomenjanahary Cynthia Félicité Namahako Georges      | 46,48    |
| 7     | Burkina Faso | Mariam Bance Fatoumata Koala Madina Touré Sita Sibiri Im Vorlauf eingesetzt: Némata Nikiema                | 47,14    |
|       | Sambia       | Quincy Malekani Lumeka Katundu Rhoda Njobvu Hellen Makumba                                                 | DNF      |

Finale: 10. Juni

#### 4 × 400 m Staffel
| Platz | Land      | Athletinnen                                                           | Zeit (min) |
| ----- | --------- | --------------------------------------------------------------------- | ---------- |
| 1     | Südafrika | Taylon Bieldt Precious Molepo Miranda Coetzee Zenéy van der Walt      | 3:29,34    |
| 2     | Kenia     | Jarinter Mwasya Naomi Korir Veronica Mutua Jane Chege                 | 3:35,55    |
| 3     | Nigeria   | Deborah Oke Queen Usunobun Kemi Francis Patience Okon George          | 3:36,24    |
| 4     | Botswana  | Motlatsi Rante Thomphang Basele Oarabile Tshosa Christine Botlogetswe | 3:36,96    |
| 5     | Äthiopien | Msgana Haylu Gebeyanesh Gedecha Amarech Zago Tsige Duguma             | 3:47,31    |
|       | Sambia    |                                                                       | DNS        |

12. Juni

#### 20 km Gehen
| Platz | Athletin           | Land | Zeit (h) |
| ----- | ------------------ | ---- | -------- |
| 1     | Emily Wamusyi Ngii | KEN  | 1:34:30  |
| 2     | Yehualeye Beletew  | ETH  | 1:35:48  |
| 3     | Silvia Kemboi      | KEN  | 1:39:40  |
| 4     | Wubalem Shugute    | ETH  | 1:42:34  |
| 5     | Souad Azzi         | ALG  | 1:43:55  |
| 6     | Mare Betwe Getahun | ETH  | 1:45:36  |
| 7     | Marissa Swanepoel  | RSA  | 1:50:44  |
| 8     | Sonia Soodon       | NGR  | 2:06:46  |

12. Juni

#### Hochsprung
| Platz | Athletin               | Land | Höhe (m) |
| ----- | ---------------------- | ---- | -------- |
| 1     | Rose Yeboah            | GHA  | 1,79     |
| 2     | Temitope Adeshina      | NGR  | 1,79 SB  |
| 3     | Yvonne Robson          | RSA  | 1,79 SB  |
| 4     | Rhizlane Siba          | MAR  | 1,76     |
| 5     | Erika Seyama           | SWZ  | 1,73     |
| 6     | Shanese de Clerk       | RSA  | 1,73     |
| 7     | Mia Janse van Rensburg | RSA  | 1,73     |
| 8     | Aiten Ahmed Yehia      | EGY  | 1,70     |

9. Juni

#### Stabhochsprung
| Platz | Athletin                  | Land | Höhe (m) |
| ----- | ------------------------- | ---- | -------- |
| 1     | Mirè Reinstorf            | RSA  | 3,80     |
| 2     | Dorra Mahfoudhi           | TUN  | 3,70 SB  |
| 3     | Nicole Janse van Rensburg | RSA  | 3,70     |
| 4     | Erica Moolman             | RSA  | 3,70     |
| 5     | Julia Boslak              | REU  | 3,70 PB  |
| 6     | Dina el-Tabaa             | EGY  | 3,60     |

10. Juni

#### Weitsprung
| Platz | Athletin               | Land | Weite (m) |
| ----- | ---------------------- | ---- | --------- |
| 1     | Marthe Koala           | BFA  | 6,42 =SB  |
| 2     | Yousra Lajdoud         | MAR  | 6,37      |
| 3     | Esraa Owis             | EGY  | 6,29 SB   |
| 4     | Eljonè Kruger          | RSA  | 6,14      |
| 5     | Karmen Fouché          | RSA  | 6,10      |
| 6     | Danielle Nolte         | RSA  | 6,09      |
| 7     | Némata Nikiema         | BFA  | 5,97      |
| 8     | Véronique Kossenda Rey | CMR  | 5,86 w    |

10. Juni

#### Dreisprung
| Platz | Athletin                 | Land | Weite (m) |
| ----- | ------------------------ | ---- | --------- |
| 1     | Sangoné Kandji           | SEN  | 13,76 PB  |
| 2     | Saly Sarr                | SEN  | 13,42 PB  |
| 3     | Véronique Kossenda Rey   | CMR  | 13,35     |
| 4     | Liliane Potiron          | MRI  | 13,21 NR  |
| 5     | Esraa Owis               | EGY  | 12,95     |
| 6     | Lerato Sechele           | LES  | 12,83 w   |
| 7     | Pauline Raissa Ngouopou  | CMR  | 12,75     |
| 8     | Fayza Issaka Abdou Kerim | TOG  | 12,34     |

12. Juni

#### Kugelstoßen
| Platz | Athletin          | Land | Weite (m) |
| ----- | ----------------- | ---- | --------- |
| 1     | Ischke Senekal    | RSA  | 16,40 SB  |
| 2     | Carine Mékam      | GAB  | 15,87 PB  |
| 3     | Zonica Lindeque   | RSA  | 15,79 PB  |
| 4     | Odile Ahouanwanou | BEN  | 14,93     |
| 5     | Dane Roets        | RSA  | 14,87     |
| 6     | Tuane Silver      | NAM  | 13,78     |
| 7     | Rosie Mulambavu   | COD  | 10,25     |

8. Juni

#### Diskuswurf
| Platz | Athletin             | Land | Weite (m) |
| ----- | -------------------- | ---- | --------- |
| 1     | Chioma Onyekwere     | NGR  | 58,19     |
| 2     | Nora Monie           | CMR  | 54,44     |
| 3     | Obiageri Amaechi     | NGR  | 54,15     |
| 4     | Riette Heyns         | RSA  | 53,76     |
| 5     | Princess Kara        | NGR  | 51,15     |
| 6     | Rana Khaled Mahmoud  | EGY  | 49,65     |
| 7     | Reema Ahmed Abdullah | EGY  | 48,50     |
| 8     | Chaima Chouikh       | TUN  | 47,79     |

10. Juni

#### Hammerwurf
| Platz | Athletin        | Land | Weite (m) |
| ----- | --------------- | ---- | --------- |
| 1     | Oyesade Olatoye | NGR  | 63,67     |
| 2     | Zouina Bouzebra | ALG  | 63,48 SB  |
| 3     | Rawan Barakat   | EGY  | 62,67     |
| 4     | Zahra Tatar     | ALG  | 62,11 PB  |
| 5     | Marga Cumming   | RSA  | 57,74 SB  |
| 6     | Leandri Geel    | RSA  | 56,42     |
| 7     | Samira Addi     | MAR  | 55,78     |
| 8     | Emilie Dia      | MLI  | 52,67     |

11. Juni

#### Speerwurf
| Platz | Athletin                  | Land | Weite (m) |
| ----- | ------------------------- | ---- | --------- |
| 1     | Jo-Ane van Dyk            | RSA  | 60,65     |
| 2     | Mckyla van der Westhuizen | RSA  | 55,55     |
| 3     | Jana van Schalkwyk        | RSA  | 54,49 PB  |
| 4     | Martha Musai              | KEN  | 50,76 PB  |
| 5     | Josephine Lalam           | UGA  | 49,11     |
| 6     | Dingete Adela             | ETH  | 47,43     |
| 7     | Selma Rosun               | MRI  | 45,84     |

11. Juni

#### Siebenkampf
| Platz | Athletin              | Land | Punkte  |
| ----- | --------------------- | ---- | ------- |
| 1     | Odile Ahouanwanou     | BEN  | 5756    |
| 2     | Shannon Verster       | RSA  | 5329 PB |
| 3     | Nada Chroudi          | TUN  | 5117    |
| 4     | Kemi Francis-Petersen | NGR  | 4970    |
| 5     | Adèle Mafogang        | CMR  | 4709    |
| 6     | Aminata Bah           | MLI  | 3838    |
|       | Wedian Mokhtar        | EGY  | DNF     |

8./9. Juni

## Mixed

### 4 × 400 m Staffel
| Platz | Land       | Athleten                                                                    | Zeit (min) |
| ----- | ---------- | --------------------------------------------------------------------------- | ---------- |
| 1     | Botswana   | Collen Kebinatshipi Motlatsi Rante Keitumetse Maitseo Christine Botlogetswe | 3:21,85    |
| 2     | Nigeria    | Ifeanyi Emmanuel Ojeli Ella Onojuvwevwo Ayo Adeola Patience Okon George     | 3:22,38    |
| 3     | Kenia      | Collins Gichana William Rayian Veronica Mutua Jarinter Mwasya               | 3:22,75    |
| 4     | Südafrika  | Sabelo Dhlamini Taylon Bieldt Gardeo Isaacs Shirley Nekhubui                | 3:23,06    |
| 5     | Sambia     | Abygirl Sepiso David Mulenga Rhoda Njobvu Daniel Mbewe                      | 3:27,06    |
| 6     | Äthiopien  | Amarech Zago Yohannes Tefera Tsige Duguma Eriema Kere                       | 3:31,50    |
| 7     | Gambia     | Fatou Sanneh Edrissa Marong Nyimasata Jawneh Modou Sanneh                   | DSQ        |
|       | Madagaskar |                                                                             | DNS        |

9. Juni